# تريفور نيلسون
تريفور نيلسون (بالإنجليزية: Trevor Nelson)‏ هو مذيع بريطاني، ولد في 7 يناير 1964 في حي هكني في لندن في المملكة المتحدة.

## وصلات خارجية
- الموقع الرسمي
- تريفور نيلسون على موقع ميوزك برينز (الإنجليزية)
- تريفور نيلسون على موقع ديسكوغز (الإنجليزية)